# Socialistická lidová strana
Socialistická lidová strana (dánsky Socialistisk Folkeparti, zkráceně SF) je dánská levicová politická strana.

## Historie
Strana vznikla v roce 1958, kdy tehdejší dánskou komunistickou stranu opustila část členů spolu s jejím předsedou Akselem Larsenem. Důvodem pro odchod byl nesouhlas s oficiálním postojem dánských komunistů, kteří zastávali promoskevskou linii a schvalovali potlačení Maďarského povstání v roce 1956.
SF se od počátku snažila distancovat od komunistů, ale zároveň stála nalevo od sociální demokracie, které vytýkala nedostatečnou levicovost. Strana tak sbírala hlasy nejen z řad komunistů, kteří přišli prakticky o veškerou svoji podporu, ale také některé voliče sociální demokracie. Nově vzniklá strana se prosadila už ve volbách v roce 1960 a vydobyla si pozici menšího, ale relevantního politického uskupení. Od roku 1966 se účastnila menšinové vlády se sociálními demokraty, což ale vyvolalo uvnitř strany rozkol. Důsledkem toho došlo k dalšímu štěpení a nespokojenci založili Levicovou socialistickou stranu (Venstresocialisterne, VS)
Během studené války se stavěla např. proti sovětské intervenci v Československu v roce 1968 a roku 1979 také v Afghánistánu. Stejně tak ale odmítala i vojenské angažmá USA ve Vietnamu či na Kubě.

## Programová a ideová východiska
Zpočátku se strana snažila prosazovat demokratický socialismus. Později ale přejala také zelená témata a prvky pacifismu, feminismu a ochranu lidských práv. Prosazuje i rozšíření práv menšin, zejména sexuálních, etnických a náboženských.
Je to euroskeptická strana, nicméně svůj ostře odmítavý postoj vůči evropské integraci na konci osmdesátých let zmírnila a ve stejné době také přestala odmítat členství země v NATO. Socialistická lidová strana tedy není proti členství v EU, avšak odmítá měnovou unii, resp. začlenění Dánska do eurozóny a také federalizaci EU.